# Die Tote ohne Alibi
Die Tote ohne Alibi ist ein deutscher Kriminalfilm von Michael Schneider aus dem Jahr 2012. Es ist der Pilotfilm der ZDF-Kriminalfilmreihe Laim mit Max Simonischek in der Titelrolle; Drehort ist München. Die Erstausstrahlung im Deutschen Fernsehen erfolgte am 30. April 2012 als Montagskrimi im ZDF.

## Handlung
In einem Taxi, das durch eine nächtlich beleuchtete Großstadt fährt, sitzt eine kühle Blondine und zieht aus einem Briefumschlag ein paar Schwarzweißfotos: ein sich unbeobachtet fühlender Mann aus verschiedenen Richtungen geknipst. In einer Disco flirtet sie diesen Mann offensiv an; sie spricht mit Akzent, er nicht. Er pumpt schnell noch seinen Kumpel an. Es vergeht nicht viel Zeit und die beiden verschwinden für einen Blowjob auf der Toilette. Im Morgengrauen wirft der Barkeeper die letzten Gäste raus und findet in einer verschlossenen Kabine die tote Blonde vor.
Die Münchner Mordkommission in Person von KHK Lukas Laim ermittelt mithilfe seines jungen Assistenten Tim Berners im Mordfall der Frau aus der Toilette, sie heißt Anja Grubicza. Auffällig ist, dass sie ein mobiles EC-Kartenlesegerät mit sich trug. Laim schickt Berners in die Rechtsmedizin und folgt der Spur des Geldes zu einer hochpreisigen Escort-Agentur. Er scheint sich gut auszukennen, da er mit den Frauen in vertrautem Ton spricht. Anja hat dort gearbeitet und hatte auch finanziell passendere Kunden in ihrer Kartei.
Der Mann aus dem Club bekommt am nächsten Tag Besuch von seiner etwa achtjährigen Tochter, die im Vergleich einen viel vernünftigeren Eindruck als er macht. Die Kripo befragt derweil den Zeugen Rüdiger Nefzer, Consultant und Rechtsanwalt eines bekannten Pharmakonzerns und Stammkunde bei Anja Grubicza. Berners zeigt sich später beeindruckt von der umgesetzten Summe: bei 600 € pro Stunde waren es in einem halben Jahr 30.000 € für Sex! Laim fragt ihn, warum er das nicht Nefzer gefragt habe und es offenbart sich, warum Laim Berner wie einen jungen Welpen behandelt und lieber in die Rechtsmedizin schickt, statt ihn mit in die Agentur zu nehmen: der junge Kollege ist ihm lästig, außerdem wurde er von der Chefin protegiert. Auch fällt Berners rustikaler Kleidungsstil auf neben dem lässig-eleganten Laim und den Anzugträgern in der Chefetage des Konzerns. Bei den Befragungen im Club erfahren sie, dass es sich bei dem Mann um den arbeitslosen Fotografen Olli Michalski gehandelt hat. Der wird tot in seiner Wohnung gefunden und ein „Es tut mir leid“ auf dem Bildschirmschoner seines Computers muss als Abschiedsbrief gelten. 
Der schnelle Ermittlungserfolg wird in einer Pressekonferenz verkündet, aber Laim kann sich nicht recht darüber freuen, es gibt zu viele Ungereimtheiten, zum Beispiel diese: Wieso gab sich Anja Grubicza mit einem Loser wie Michalski ab? Berners lässt der Fall auch keine Ruhe. Was war sein Tatmotiv? Laim ist genervt von all den Fragen, die nie den richtigen Leuten gestellt werden (sondern ihm) und schickt den jungen Kollegen los, Michalskis letzte Tage zu rekonstruieren. In der Rechtsmedizin wird schnell klar, dass er bewusstlos aufgehängt wurde, ergo können sich die Kommissare nun um einen weiteren Mord kümmern; außerdem verschwindet Michalski posthum von der Liste der Verdächtigen im Mordfall Grubicza – und sie stehen wieder ganz am Anfang. 
Laim konzentriert sich auf Nefzer und den Herrenzirkel, für den der die Edelprostituierte oft gebucht hat. Der Pharmakonzern ist wegen illegaler Kartellabsprachen, Insiderhandel und Betrug in den Fokus der Staatsanwaltschaft geraten und die Chefetage muss sich dazu äußern. Laim lässt Berners vor Ort, damit er die Alibis für den Tatabend einholt. Abends hat Laim immer noch nichts von Berners gehört, ruft ihn an und erreicht nur die Mailbox. Er lobt seine Arbeit und entschuldigt sich für den teilweise schroffen Umgang. Gleich darauf erhält er einen Anruf mit der Meldung, dass man Berners tot aufgefunden habe. Laim ist fassungslos. Er war verantwortlich für Berners! Er ist sich sicher, dass Nefzer hinter dem Mord steckt, und es bringt ihn fast um den Verstand, dass er ihm rein gar nichts nachweisen kann.

## Produktion
Die Dreharbeiten zu Die Tote ohne Alibi fanden unter dem Arbeitstitel München Laim im Zeitraum vom 8. Februar 2011 bis zum 17. März 2011 in München statt.
Zur Filmmusik gehören folgende Lieder: Nouvelle Vague „Heart of glass“, Blondie „Heart of glass“, Depeche Mode „Suffer well“, Flashbaxx „Sand Bank“, ReUnited „Sun is shining“, Rilod „Thriller“, Speedmaster Project „Tainted Love“.
Bei der Erstausstrahlung von Die Tote ohne Alibi am 30. April 2012 verfolgten in Deutschland insgesamt 3,67 Millionen Zuschauer die Filmhandlung, was einem Marktanteil von 13,7 Prozent für das ZDF entsprach.

## Trivia
Der Film findet laut Drehbuch im Oktober statt, darauf deuten alle genannten Daten von Befragungen, Kontos etc. Er wurde jedoch im Februar und März gedreht, dazu passen Bäume und Sträucher: es hängt kein Blatt mehr daran, was im Oktober ja noch so wäre. Außerdem „verplappert“ sich Frau Schneeberger bei der ersten Restaurantszene mit Simonischek und Lohse, „Seit Weihnachten sinds ja erst ein paar Monate“.

## Kritik
Die Redaktion von TV Spielfilm zeigt den Daumen zur Seite und urteilt: „Thrillerversuch mit Licht und Schatten: […] Tot auf dem Discoklo. Der Münchner Kommissar Laim (Maximilian Simonischek) und sein unerfahrener Assi Berner (Kostja Ullmann) verdächtigen den halbseidenen Fotografen Michalski, Luxushure Anja ermordet zu haben, doch sie finden ihren Mann erhängt vor. Dann ergibt sich eine neue Spur: Das hübsche Callgirl wurde oft für den Vorstand eines kriselnden Pharma-Konzerns gebucht … In seinem ersten Langfilm zeigt Serienregisseur Michael Schneider (‚SOKO Köln‘, ‚Stolberg‘) gute Ansätze, die sich freilich nie zu einem Ganzen fügen. Schurken im Anzug machen immer Spaß, das Münchner Milieu auch, aber die Story und die Figur des Kommissars strapazieren die Glaubwürdigkeit doch erheblich.“
Rainer Tittelbach zitiert Schauspieler Simonischek: „[Ihn] reizten die ‚Unebenheiten‘ seines Ermittlers. ‚Sympathische Typen zu spielen, ist langweilig. […] Laim ist beziehungsunfähig, Stammkunde bei einer Escort-Agentur und hat statt einer festen Freundin eine bezahlte Dauer-Geliebte. Er hat etwas Verschlossenes an sich, besitzt den Charme eines einsamen Wolfs.‘“ 
Und weiter: „[…] Leider hält die Geschichte nicht ganz das, was der Charakter des Helden verspricht. […] Diesem Krimi [fehlt] die Stringenz, der Dramaturgie der ordnende Faktor und dass der Zuschauer oft mehr weiß, erzeugt keinen nervenaufreibenden Suspense à la Hitchcock. Der Film von Michael Schneider entwickelt trotz Handlungsvielfalt eine seltsame Langatmigkeit. Eine Möglichkeit, um den Krimi spannungstechnisch zu straffen, ergreift Autor Christoph Darnstädt noch vor der Halbzeit des Films, indem er den Täter mehr oder weniger offen führt. Das Manko bleibt: Es entwickelt sich kein echter Zweikampf, kein physisches Duell.“
Sidney Schering schreibt für Quotenmeter.de: „Das Nachtleben brummt in einem schillernden, zugleich aber grün-gelblichen und somit leicht ekligen Farbton, zügelloser Sex in Szeneclubs und ein raffgieriger Großkonzern mit dunklen Geheimnissen. Aber Die Tote ohne Alibi strahlt darin noch immer etwas optimistisches aus: Der Rechtsapparat ist nicht durchweg inkompetent, die zwei Hauptermittler kommen vergleichsweise gut miteinander aus, der Sumpf der Korruption lässt sich überblicken. Das große Figurenarsenal dieses Krimis hält einige erfrischende, wenngleich einseitige, Spaßbringer bereit, so etwa Gisela Schneeberger als Laims selbstinszenatorische Mutter.
Der Spagat zwischen Kriminalfall, Charakterzeichnung und Humor gelingt Schneider zwar nicht ununterbrochen mit grazilem, so aber mit durchweg sicherem Schritt. Die Übergänge funktionieren und ergeben ein stimmiges Ganzes. […] Der früh offen gelegte Schurke fällt [jedoch] charakterlich zu eindimensional aus, als dass das psychische Duell mit der mehrschichtigen Hauptfigur größere Spannungsmomente erzeugen könnte.“